# Greatest Hits (Aerosmith)
Greatest Hits è la prima raccolta dei brani di successo del gruppo musicale hard rock Aerosmith, pubblicata nel 1980 e di grande successo commerciale. Ha ricevuto 12 dischi di platino.

## Tracce
1. "Dream On", da Aerosmith (Steven Tyler) – 4:28
2. "Same Old Song and Dance", da Get Your Wings (Joe Perry, Tyler) – 3:01
3. "Sweet Emotion", da Toys in the Attic (Tom Hamilton, Tyler) – 3:12
4. "Walk This Way", da Toys in the Attic (Tyler, Perry) – 3:31
5. "Last Child", da Rocks (Tyler, Brad Whitford) – 3:27
6. "Back in the Saddle", da Rocks (Tyler, Perry) – 4:38
7. "Draw the Line", da Draw the Line (Tyler, Perry) – 3:21
8. "Kings and Queens", da Draw the Line (Jack Douglas, Hamilton, Joey Kramer, Tyler, Whitford) – 3:47
9. "Come Together", da Sgt. Pepper's Lonely Hearts Club Band (John Lennon, Paul McCartney) – 3:45
10. "Remember (Walking in the Sand)", da Night in the Ruts (Shadow Morton) – 4:05

## Formazione

### Gruppo
- Steven Tyler - voce, armonica
- Tom Hamilton - basso
- Joe Perry - chitarra solista, cori
- Brad Whitford - chitarra
- Joey Kramer - batteria

Altri musicisti
- Jimmy Crespo – chitarra solista, cori in "Lightning Strikes"
- Rick Dufay – chitarra ritmica in"Lightning Strikes"
- Michael Brecker – sassofono tenore in "Same Old Song and Dance" e "Big Ten Inch Record"
- Randy Brecker – tromba in "Same Old Song and Dance"
- Stan Bronstein – sassofono baritono in "Same Old Song and Dance"
- Jon Pearson – trombone in "Same Old Song and Dance"
- David Woodford – sassofono in "Mama Kin"
- Scott Cushnie – tastiera, piano in "Big Ten Inch Record"

## Classifiche
Album - Billboard (North America)
| Anno | Classifica        | Posizione |
| ---- | ----------------- | --------- |
| 1987 | The Billboard 200 | 154       |

## Certificazioni
| Organizzazione | Certificazione         | Data             |
| -------------- | ---------------------- | ---------------- |
| RIAA - USA     | Gold                   | 3 marzo 1981     |
| RIAA - USA     | Platinum               | 27 gennaio 1986  |
| RIAA - USA     | 2x Platinum            | 24 novembre 1986 |
| RIAA - USA     | 4x Platinum            | 21 novembre 1988 |
| RIAA - USA     | 5x Platinum            | 29 aprile 1991   |
| RIAA - USA     | 6x Platinum            | 10 marzo 1992    |
| RIAA - USA     | 8x Platinum            | 21 ottobre 1994  |
| RIAA - USA     | 9x Platinum            | 1º agosto 1996   |
| RIAA - USA     | Diamond (10x Platinum) | 26 febbraio 2001 |
| RIAA - USA     | 11x Platinum           | 13 dicembre 2007 |
| RIAA - USA     | 12x Platinum           | 5 novembre 2021  |